# Chalcoscirtus kamchik
Chalcoscirtus kamchik är en spindelart som beskrevs av Yuri M. Marusik 1991. Chalcoscirtus kamchik ingår i släktet Chalcoscirtus och familjen hoppspindlar. Inga underarter finns listade i Catalogue of Life.